# Терники (пам'ятка природи)
Терники — комплексна пам'ятка природи місцевого значення. Об'єкт розташований на території Гуляйпільського району Запорізької області, село Успенівка, Гуляйпільське лісництво, ДП «Пологівське ЛМГ», квартал 6.
Площа — 10,9 га, статус отриманий у 1990 році.